# یابینگ
یابینغ (به آلمانی: Jabing) یک Landgemeinde و شهرستان اتریش در اتریش است که در Oberwart District واقع شده‌است.

## خصوصیات
یابینغ  ۷۵۰ نفر جمعیت دارد.